# Bacolod-Kalawi
Bacolod-Kalawi é um município de  terceira classe de renda municipal (d) na província Lanao do Sul, nas Filipinas. De acordo com o censo de 1 de maio  de  2020 possui uma população de 23 129 pessoas e 3 667 domicílios.